# Lubat-saguš

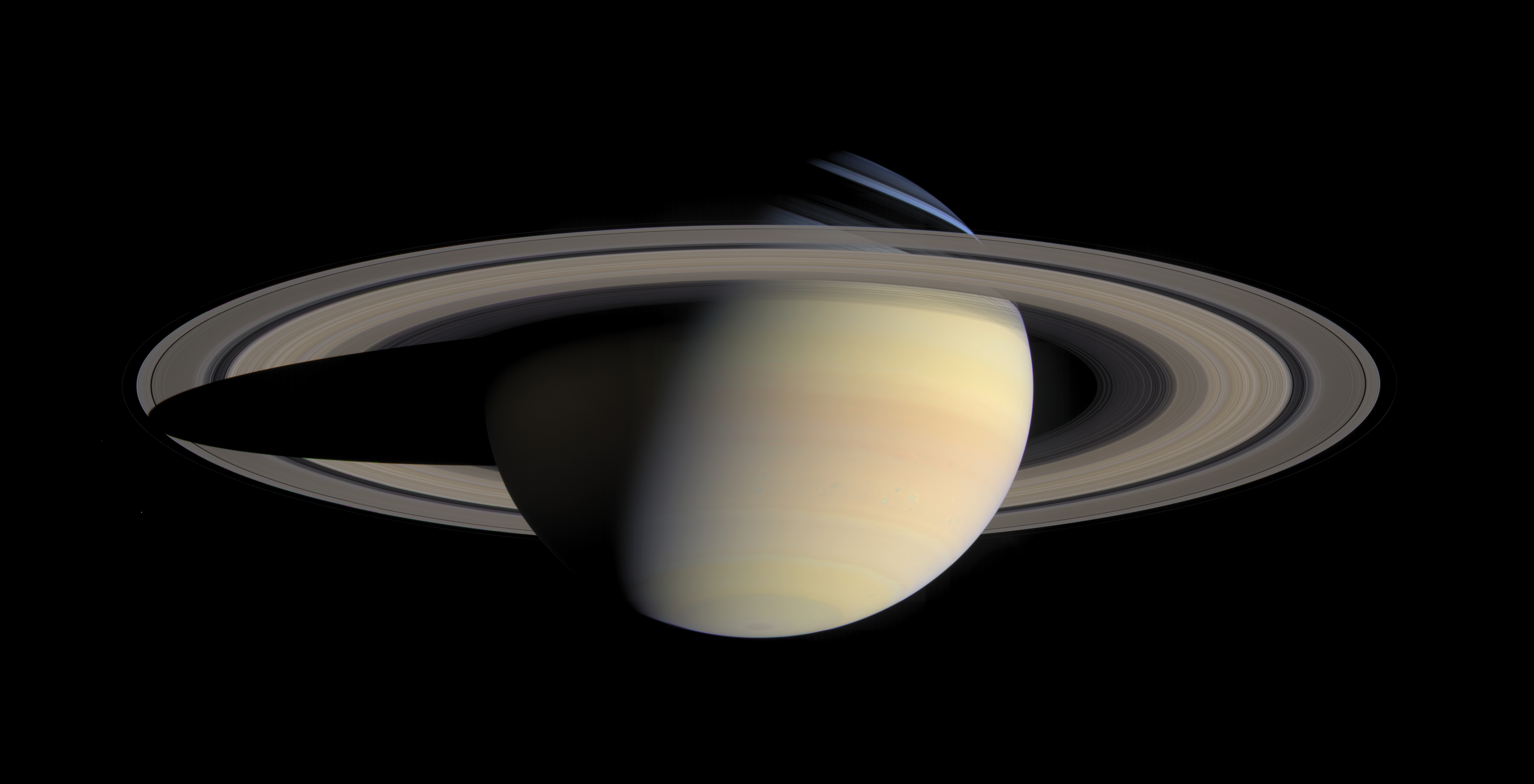
Saturn in seinen natürlichen Farben

Lubat-saguš beziehungsweise Uduimin-saĝuš (auch Lubat-sagusch, Uduimin-sagusch; sumerisch LU.BAT SAG.UŠ, MULUDU.IMIN-saĝ-uš, „Stern der Sonne“) sowie Kajamanu (akkadisch ka-ja-ma-nu für „der Beständige“) ist im Altertum die mesopotamische Bezeichnung des Planeten Saturn. 
Bei der sumerischen Namensgebung spielte die Helligkeit am Nachthimmel die entscheidende Rolle, da der Saturn neben „Stern der Sonne“ auch „Sonne der Nacht“ genannt wurde und als „Stern des Ninurta“ galt. Der Gott Ninurta war verantwortlich für die Fruchtbarkeit
der Herden und Felder. Daneben hatte er auch kriegerische Aspekte und konnte die geraubten Schicksalstafeln vom Sturmvogel Anzu zurückerobern.
Im Zusammenhang als „Stern der Sonne“ wird der Saturn in Omina-Texten mit der Stellung der Sonne im Mondhof verglichen, weshalb der Saturn die Sonne als deren offizieller Vertreter repräsentierte. Eratosthenes bezeugte später den altbekannten Namen „Sonne der Nacht“. In der babylonischen Mythologie verweist der Name kajamanu auf die langsame Umlaufgeschwindigkeit des Saturn. 